# ジャンキオン
ジャンキオン（Junkion）とは、『トランスフォーマー ザ・ムービー』に登場したの架空の惑星で、またそこに住むロボットの種族の総称。

## 概要
宇宙のガラクタ惑星ジャンキオンに住むトランスフォーマー。「ジャンキオン一族」とも呼ばれる。
長であるレックガーをはじめ、多くのジャンキオンはバイクに変形する。また、攻撃を受けて体がバラバラになっても、優れたリペア技術で自身や他のロボット生命体を短時間で修復することが可能。
地球のテレビ番組に非常に興味を持ち、その影響かジャンキオンもやや曲解されている中国人風の口調（原語版ではメキシコ訛りの英語）で話す。普段は穏和で陽気だが、自分たちの領域を侵すような相手には勇敢に戦う。その習性をクインテッサ星人に利用されてしまったことがあった。
住人たちは全員が惑星上のガラクタ相手に商売をしており、ジャンク品で良好なものを自分たちの補修用および、他の種族に売り渡したり、良質なガラクタであれば買い取るといった売買などで生計を立てている。
サイバトロンの同盟者だが、作画では目がサイバトロンのような青ではなく、デストロンのように赤くなっているのが特徴。

### 惑星ジャンキオン
ジャンキオン星はガラクタ惑星の総称であり、宇宙中のゴミが集まった星である。
普通の惑星と違い、球形になってはおらず、浮遊大陸の上にゴミで出来た構造物が積まれているといった形状をしている。宇宙中からのゴミをジャンキオン一族が集めて、星自体がこのような形状になった。

## ジャンキオン一族

### ジャンキオン指揮官レックガー / Wreck-Gar
声 - 石井敏郎、田中亮一（『ザ☆ヘッドマスターズ』） / 英 - エリック・アイドル（『ザ・ムービー』）、フランク・ウェルカー（海外CM）、トニー・ポープ（『シーズン3（2010）』以降～）
ジャンキオン一族の長。性格は陽気でテレビを見ることが好きだが、一度クインテッサの罠でテレビ出演できると聞いた時、思わず恥ずかしがるなどのシャイな一面も持つ。
武器は装甲斧、レーザーガン、タイヤが変形したシールド。この他手を発射するといった離れ業も披露している。
ザ・ムービーと2010の第3、4話では普通に喋っていたが、第9話からエフェクトがかかるようになった。

#### その他のジャンキオン
ナンシー / Junkion Lady
声 - 小宮和枝 /  英 - リンダ・ゲイリー
第21話「2010年の大放送」に登場した女性型ジャンキオン。レックガーと親しいようであり一緒にテレビを視聴する仲。一度デストロンの攻撃を受け四散したかと思えば、すぐに再生したこともある。
ザ・ムービーに登場したジャンキオン
声 - 堀内賢雄、難波圭一 /  英 - マイケル・ベル、フランク・ウェルカー
レックガーと共にサイバトロンを襲ったジャンキオン。ブラーを網で捕らえようとしたり、アーシーに攻撃を仕掛け、車体横からのニードルに足を取られていた。

### 活躍

#### トランスフォーマー ザ・ムービー
ユニクロンに向かうウルトラマグナスらサイバトロン一行が、燃料補給のために降り立ったのを見たレックガー率いるジャンキオンはよそ者として彼らを警戒。続くガルバトロン率いるデストロンの襲撃を受けた後、サイバトロンに襲い掛かる。
レックガーはスプラングを狙い、彼と斧と剣で戦う。勝負はスプラングを追い詰めるが、ダニエルの瓦礫による不意打ちを受け停止。その直後、ホットロディマスらがやってきた際、ホットロディマスの機転で、チャーから聞いた宇宙人相手に親愛を表し、敵意が無いことを示す言葉と態度で接したことから打ち解けて、サイバトロンと和解。デストロンに破壊されたウルトラマグナスを補修し、ユニクロン討伐にジャンキオンロケットを用意して力を貸す。
ユニクロンとの戦いではジャンキオンロケットが握りつぶされ四散するが、ユニクロン撃破後のラストシーンに登場、サイバトロンと正式に友好関係を結んだ。

#### 戦え!超ロボット生命体トランスフォーマー2010
初登場は第3話「惑星ゴーの罠」。サイバトロンに協力するようになり、度々サイバトロンに加勢してサイバトロンを助けたり、共に戦うことが多くなった。
第9話「時の罠」では、サイバトロンメンバーと共に過去に赴き、クインテッサ星人が支配するセイバートロン星でサイバトロンレジスタンスに手を貸して、クインテッサ打倒に貢献し、第11話「デスクリスタル」では、チャーのトラウマとなっている怪物ケイオスに対しては「デスクリスタル（ケイオスの鱗）は健康に悪い」と悪印象を抱き、共にケイオス退治に向かった。
第10話「4人の捕虜」ではウルトラマグナス、サイクロナス、地球人のメリッサと共にクインテッサ星人の捕虜にされてしまう。レックガーはウルトラマグナスと協力し、メリッサを宇宙用ポッドで脱出させようとし、地球人に対しても好意的な部分を見せていた
第18話「セイバートロン星の吸血鬼」ではトランスオーガニックに捕らえられ、吸血鬼にされてしまい、スプラングとチャーのエネルギーも吸い取り、同じように吸血鬼に変えてしまった。第21話ではクインテッサの洗脳電波によって、サイバトロン、デストロンを見境無しに攻撃したこともあった。
第31話「コンボイの復活 PART1」では、ロディマスコンボイからコンボイの修理を依頼されるが、レックガーは無理と断る。その直後、宇宙ペストに感染したウルトラマグナスが襲い掛かる、レックガーはロープでウルトラマグナスを捕らえるが、彼よりペストに感染、それをさらにロディマスコンボイに感染させてしまった。

#### トランスフォーマー ザ☆ヘッドマスターズ
第1話「空から来た四人の戦士」のみ登場。セイバートロン星のデストロンの襲来を伝えた。

#### コミック版での活躍
ケイブンシャの大百科別冊『戦え!超ロボット生命体トランスフォーマー2010』に掲載された「最強のトランスフォーマーは」ではサイバトロン側の7人のメンバーに選抜。仲間たちが倒れ4vs4になった後、スタースクリームとサイクロナスに足をつかまれ場外に投げられてしまう。

### 玩具
国内では1986年11月に「C-81」のナンバーを与えられて発売。開発担当は石澤隆行。

#### その他の玩具
MYCLONE AS-3 TRANSFORMERS#2
ブロックタイプのディフォルメフィギュア。第1弾にラインナップ。全6種類+シークレット2種類。ナンバーは「MTF 009」。

## トランスフォーマーアニメイテッド
環境保護員レックガーが登場。ジャンキオン一族との関連性はない。初登場は第20話「レックガーの暴走」。英語版ではアル・ヤンコビック、日本語版では岩田光央が声を担当した。

### 性格・特徴
オールスパークの影響で誕生し、ゴミ収集車に変形する。
G1に登場した同名のキャラの特徴を受け継いだデザインで、「僕はレックガー！」が口癖。しかし、G1ほど知能は高くなく、人の言うことをすぐに真に受けてしまうため、オートボット、ディセプティコンの双方にトラブルをもたらしてしまう。
一応オートボットではあるが、怒るとG1やディセプティコンのように目が赤くなる。

### 玩具（アニメイテッド）
国内では2010年7月24日に「TA-32」のナンバーを与えられて発売。サイズは海外の基準でヴォイジャー（VOYAGER）。開発担当は国弘高史。

## トランスフォーマーユナイテッド
海外の玩具展開『TRANSFORMERS GENERATIONS』にて発売されたものの塗装変更品。G1に近いデザインで、顔に髭なども描かれている。役職は『アニメイテッド』と同じ環境保護員。国内では2011年2月26日に「UN-18」のナンバーを与えられて発売。スーパーカーに変形する。サイズは海外の基準でデラックス（DELUXE）。
玩具が複数あればG1のアニメのように乗るのと乗せるのを交互にさせることができる。
e-HOBBYのAutobot SETでアニメのジャンキオンの一人が「スクラップヒープ」として仕様変更品として発売された。